# 정봉석
정봉석(? - )은 조선민주주의인민공화국의 정치인이다. 조선로동당 중앙검사위원회 위원이다.

## 경력
1999년 윤이상음악연구소 연구사로써 범민련 북측본부 중앙위원을 자냈으며, 2010년 9월 조선로동당 중앙검사위원회 위원에 선임되었다.

## 기타
2011년 김정일 사망 당시에 국가장의위원회 위원을 맡았다.